# Theodor Løgstrup
Jens Theodor Nikolai Løgstrup (10. juni 1853 i Randers – 21. august 1933 i Odense) var en dansk præst.
Løgstrup blev student fra Randers Statsskole i 1871 og blev herefter cand. theol. i 1877. Fra 1880-90 var han sognepræst i Helligsø i Aalborg Stift. I 1886 blev han medlem af bestyrelsen for Det Danske Missionsselskab, og i perioden 1889-1908 var han selskabets sekretær. Fra 1908 virkede han som sognepræst i Nyborg Sogn. Han tog sin afsked i 1923. Han var Ridder af Dannebrog.
Han har bl.a. skrevet Den nyere danske Mission blandt Talmulerne (1885), Nordisk Missionshaandbog (1889), Nordiske Missionærer (1893), Samvittigheden, et etisk Forsøg (1894), Vor Mission (3. udgave 1897), Missionslæsning (1900), Det danske Missionsselskabs Historie (1905, ny udgave 1907) og Bibelordbog til Ny Testamente (1928).